# Megachile aurifrons
Megachile aurifrons is een vliesvleugelig insect uit de familie Megachilidae. De wetenschappelijke naam van de soort is voor het eerst geldig gepubliceerd in 1853 door Smith.